# Grand Prix des Nations 1950
Grand Prix des Nations 1950 je bila deseta neprvenstvena dirka Formule 1 v sezoni 1950. Odvijala se je 30. julija 1950.

## Rezultati

### Kvalifikacije
| Poz | Št | Dirkač                  | Konstruktor        | Čas    | Zaostanek |
| --- | -- | ----------------------- | ------------------ | ------ | --------- |
| 1   | 4  | Juan Manuel Fangio      | Alfa Romeo         | 1:46,7 | –         |
| 2   | 40 | Alberto Ascari          | Ferrari            | 1:48,7 | + 2,0     |
| 3   | 42 | Luigi Villoresi         | Ferrari            | 1:48,7 | + 2,0     |
| 4   | 2  | Giuseppe Farina         | Alfa Romeo         | 1:49,3 | + 2,6     |
| 5   | 6  | Emmanuel de Graffenried | Alfa Romeo         | 1:51,1 | + 4,7     |
| 6   | 44 | Raymond Sommer          | Talbot-Lago-Talbot | 1:52,8 | + 6,1     |
| 7   | 46 | Piero Taruffi           | Alfa Romeo         | 1:53,0 | + 6,3     |
| 8   | 20 | Felice Bonetto          | Maserati-Milano    | 1:55,5 | + 8,8     |
| 9   | 10 | Louis Chiron            | Maserati           | 1:58,5 | + 11,8    |
| 10  | 24 | Robert Manzon           | Simca-Gordini      | 1:58,6 | + 11,9    |
| 11  | 18 | Johnny Claes            | Talbot-Lago        | 1:57,9 | + 11,2    |
| 12  | 32 | Harry Schell            | Maserati           | 1:58,7 | + 12,0    |
| 13  | 34 | Reg Parnell             | Maserati           | 2:00,0 | + 13,3    |
| 14  | 30 | Prince Bira             | Maserati           | 2:00,1 | + 13,4    |
| 15  | 16 | Yves Giraud-Cabantous   | Talbot-Lago        | 2:01,7 | + 15,0    |
| 16  | 8  | José Froilan González   | Maserati           | 2:07,6 | + 20,9    |
| 17  | 26 | Antonio Branca          | Maserati           | 2:07,7 | + 21,0    |
| 18  | 22 | Franco Comotti          | Maserati-Milano    | 2:17,1 | + 30,4    |
| 19  | 12 | Franco Rol              | Maserati           | -      | -         |
| 20  | 36 | David Murray            | Maserati           | 2:26,7 | + 40      |

### Dirka
| Poz | Št | Dirkač                  | Dirkalnik       | Krogi | Čas/Odstop          | Št. m. |
| --- | -- | ----------------------- | --------------- | ----- | ------------------- | ------ |
| 1   | 4  | Juan Manuel Fangio      | Alfa Romeo      | 68    | 2:07:55,0           | 1      |
| 2   | 6  | Emmanuel de Graffenried | Alfa Romeo      | 66    | +2 kroga            | 5      |
| 3   | 46 | Piero Taruffi           | Alfa Romeo      | 66    | +2 kroga            | 7      |
| 4   | 40 | Alberto Ascari          | Ferrari         | 62    | Motor               | 2      |
| 5   | 16 | Yves Giraud-Cabantous   | Talbot-Lago     | 62    | +6 krogov           | 15     |
| 6   | 2  | Giuseppe Farina         | Alfa Romeo      | 61    | Trčenje             | 4      |
| 7   | 24 | Robert Manzon           | Simca-Gordini   | 61    | +7 krogov           | 10     |
| 8   | 10 | Louis Chiron            | Maserati        | 61    | +7 krogov           | 9      |
| 9   | 42 | Luigi Villoresi         | Ferrari         | 60    | Trčenje             | 3      |
| 10  | 18 | Johnny Claes            | Talbot-Lago     | 60    | Pregrevanje         | 11     |
| 11  | 20 | Felice Bonetto          | Maserati-Milano | 58    | +10 krogov          | 8      |
| 12  | 12 | Franco Rol              | Maserati        | 58    | 10 krogov           | 19     |
| 13  | 26 | Antonio Branca          | Maserati        | 56    | +12 krogov          | 17     |
| Ods | 44 | Raymond Sommer          | Talbot-Lago     | 39    | Zavrten             | 6      |
| Ods | 34 | Reg Parnell             | Maserati        | 29    | Odnehal             | 13     |
| Ods | 30 | Prince Bira             | Maserati        | 24    | Izpuh               | 14     |
| Ods | 36 | David Murray            | Maserati        | 15    | Črpalka za gorivo   | 20     |
| Ods | 22 | Franco Comotti          | Maserati-Milano | 14    | Uplinjač            | 18     |
| Ods | 32 | Harry Schell            | Maserati        | 12    | Rezervoar za gorivo | 12     |
| Ods | 8  | José Froilan González   | Maserati        | 5     | Hladilnik           | 16     |